# Siriu
Siriu è un comune della Romania di 3 153 abitanti, ubicato nel distretto di Buzău, nella regione storica della Muntenia.
Il comune è formato dall'unione di 5 villaggi: Cașoca, Colțul Pietrei, Gura Siriului, Lunca Jariștii, Muscelușa.